# Austrosaropogon gephyrion
Austrosaropogon gephyrion là một loài ruồi trong họ Asilidae. Austrosaropogon gephyrion được Daniels miêu tả năm 1991. Loài này phân bố ở miền Australasia.